# Stanko Pirnat
Stanko Pirnat, slovenski pravnik in skladatelj, * 7. junij 1859, Štore, † 28. avgust 1899, Mokronog. 

## Življenje in delo
Stanko Pirnat se je rodil v Štorah tovarniškemu uradniku A. Pirnatu. Prvi pouk je prejel v domačem kraju in v Celju, kjer je obiskoval 3 razrede gimnazije, ostale pa v Ljubljani kjer je leta 1879 maturiral. Po odsluženem enoletnem vojaškem roku je na Dunaju študiral pravo, bil od 1883 notarski kandidat v Ormožu, na Ptuju, Ljubljani, Kranju in Brežicah. Leta 1888 je odprl notarsko pisarno v Stični, 1895 pa postal notar v Mokronogu, kjer je umrl za črevesnimi čiri.
Pirnat je že kot gimnazijec pod Foersterjevim vodstvom pel na ljubljanskem stolnem koru, na Dunaju je vodil slovenski pevski zbor, na Ptuju z dr. Grossom ustanovil Slovensko pevsko društvo in mu bil zborovodja ter vodil petje tudi v ptujski v čitalnici. Skladati je pričel 1893 na pobudo M. Hubada, pri katerem se je učil glasbene teorije. Glasbena matica v Ljubljani je izdala nekatere Pirnatove »solidne, učinkovite, v slovenskem duhu zložene skladbe«: Pomlad in jesen (za moški kvartet),; Žalost, (za 8-glasni mešani zbor, 1896); Vzpomladna pesem (meš. zbor, 1896); Naša zvezda (meš. zbor); Bog je moj ščit (meš. zbor, 1898).
Lavoslav Schwentner je v Ljubljani založil za koncert prirejene Slovenske narodne pesmi (12 pesmi, 1898). V rokopisu pa so ostale naslednje skladbe: Dekletovo slovo (dramski prizor iz 1893); skladbi za mešana zbora Pri zibeli in Primula; Zbirka pesmi za slovensko mladino (prvotno Zbirka otroških pesmi; za to zbirko je nameraval zložiti 30 pesmi, dovršil jih je le 15, večinoma za en glas in klavir).